# Námořní vlajková abeceda
Námořní vlajková abeceda, která je součástí Mezinárodního signálního kódu (The International Code of Signals, ICS), je signální soustava, užívaná k vizuálnímu dorozumívání na dálku (vizuální telekomunikaci), zejména mezi námořními loděmi respektive loděmi a přístavy. Ve své současné podobě byla ustavena roku 1931 a sestává ze 40 vlajek, z nichž 26 představuje písmena, 10 číslice, 1 vlajka je potvrzovací a 3 opakovací.

## Abeceda
Tabulky znázorňují písmenné a číselné hodnoty jednotlivých vlajek, jejich ekvivalent v mezinárodním hláskovacím kódu a také nejběžnější význam vlajky v případech, kdy představuje celou větu.
| # | Mezinárodní hláskování písmen | ICS | Význam věty |
| - | ----------------------------- | --- | --- |
| A | Alfa                          |     | Mám ve vodě potápěče, proplouvejte opatrně za snížené rychlosti.                                                              |
| B | Bravo                         |     | Nakládám / Vykládám nebo Mám nebezpečný náklad                                                                                |
| C | Charlie                       |     | Ano nebo Souhlasím |
| D | Delta                         |     | Nepřibližujte se ke mně, mám potíže s manévrováním                                                                            |
| E | Echo                          |     | Měním kurs vpravo |
| F | Foxtrot                       |     | Mám havárii, navažte se mnou spojení                                                                                          |
| G | Golf                          |     | Potřebuji lodivoda Rybářské lodě: Vytahuji sítě                                                                               |
| H | Hotel                         |     | Mám na palubě lodivoda |
| I | India                         |     | Měním kurs vlevo |
| J | Juliet                        |     | Požár na palubě, držte se stranou, mám nebezpečný náklad. nebo Uniká mi nebezpečný náklad                                     |
| K | Kilo                          |     | Chci navázat spojení |
| L | Lima                          |     | Okamžitě zastavte Dříve také využívano v přístavu pro "Loď v karanténě". Na některých lodích ji kapitáni takto opět využívají |
| M | Mike                          |     | Zastavil jsem a splouvám |
| N | November                      |     | Ne nebo Nesouhlasím |
| O | Oscar                         |     | Muž přes palubu |
| P | Papa                          |     | V přístavu: Všichni na palubu, loď se chystá vyplout Rybářské lodě: Moje síť narazila na překážku                             |
| Q | Quebec                        |     | Všichni na palubě zdrávi, žádám povolení k přistání/průjezdu                                                                  |
| R | Romeo                         |     | Samostatně nemá dle ICS význam. Využívá se v páru Dříve: Plavební dráha je mimo mou loď, můžete plout kolem mne               |
| S | Sierra                        |     | Mé stroje pracují na zpětný chod                                                                                              |
| T | Tango                         |     | Držte se stranou Rybářské lodě: Lovíme v páru. Sítě táhnou dvě lodě vedle sebe                                                |
| U | Uniform                       |     | Jste v nebezpečí |
| V | Victor                        |     | Žádám pomoc |
| W | Whiskey                       |     | Žádám lékařskou pomoc |
| X | X-Ray                         |     | Přerušte manévr a počkejte na mé signály                                                                                      |
| Y | Yankee                        |     | Moje kotva nedrží, vleču ji.                                                                                                  |
| Z | Zulu                          |     | Požaduji remorkér Rybářské lodě: Spouštím sítě                                                                                |

## Čísla
| # | Mezinárodní hláskování čísel | ICS | NATO |
| - | ---------------------------- | --- | ---- |
| 1 | Unaone                       |     |      |
| 2 | Bissotwo                     |     |      |
| 3 | Terrathree                   |     |      |
| 4 | Kartefour                    |     |      |
| 5 | Pantafive                    |     |      |
| 6 | Soxisix                      |     |      |
| 7 | Setteseven                   |     |      |
| 8 | Oktoeight                    |     |      |
| 9 | Novenine(r)                  |     |      |
| 0 | Nadazero                     |     |      |

## Další znaky
| význam     | ICS symbol |
| ---------- | ---------- |
| návěští    |            |
| opakovač 1 |            |
| opakovač 2 |            |
| opakovač 3 |            |
| opakovač 4 |            |

## Zkratky
Vlajky jsou vyvěšovány v počtu jedné až čtyř (při udávání zeměpisné polohy až sedmi) na signálním laně nad sebou a čtou se v pořadí shora dolů. První opakovač slouží k opakovaní první vlajky v pořadí, druhý opakovač zastupuje druhou vlajku atd.
Jednovlajkové signály představují naléhavá a některá nejběžnější sdělení. Kombinace více vlajek mají přesně stanovený význam. Například:
- NC Nouzový signál
- FA Můžete mi sdělit mou polohu?
- QU Kotvení zakázáno.
- RW Odkud jste?
- RY Vzpoura na lodi.
- UM Přístav je uzavřen.

Kombinace:
- E+návěští - signalizuje začátek hláskované zprávy,
- F+návěští - znamená tečku za větou a
- G+návěští označuje konec hláskované zprávy a návrat ke kódovaným signálům.